# Bateau-chapelle des bateliers de Lyon
Le bateau-chapelle des bateliers de Lyon ou Le Lien, est une péniche dans laquelle est installée une chapelle dédiée au culte catholique.
En 2021, le bateau accueille mensuellement une messe dédiée aux bateliers de la ville.

## Histoire
Un marinier belge fit don en septembre 1971 de sa péniche à père Sylvestre (de son nom de naissance Jean Spagnol, 1921-1994), affecté à la paroisse de Sainte-Blandine. Ce dernier était par ailleurs aumônier des mariniers. 
Il fut décidé d'en faire un lieu de culte qui accueille des messes à destination des bateliers. Le 18 mai 1980, la fête des mariniers (Le Pardon) est pour la première fois célébrée,.

## Description
Le bateau est amarré quai Rambaud sur la Saône à Lyon. C'est l'un des deux seuls bateaux de France ainsi dédiés au culte avec celui de Conflans-Sainte-Honorine.

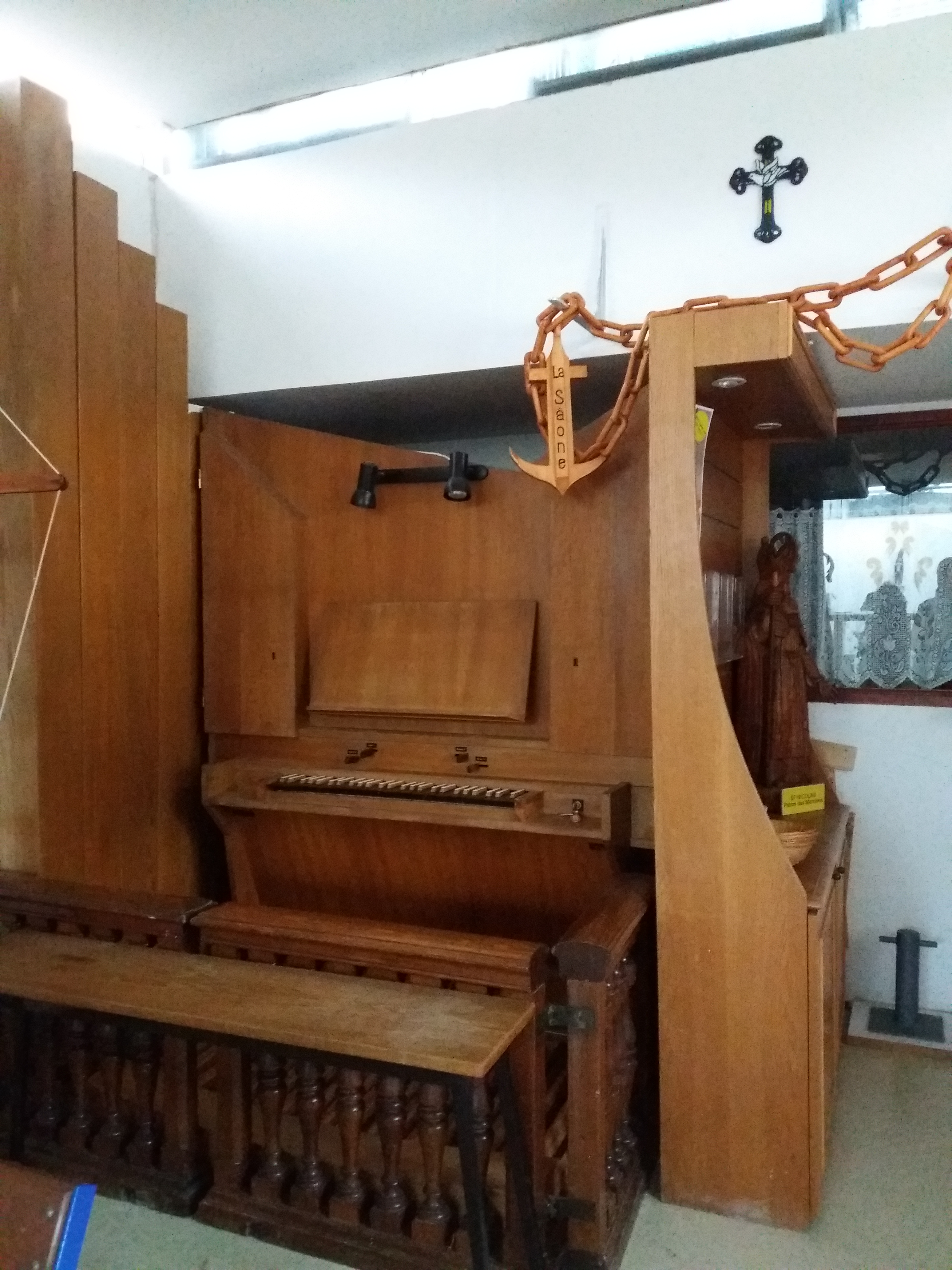
L'orgue de la chapelle.
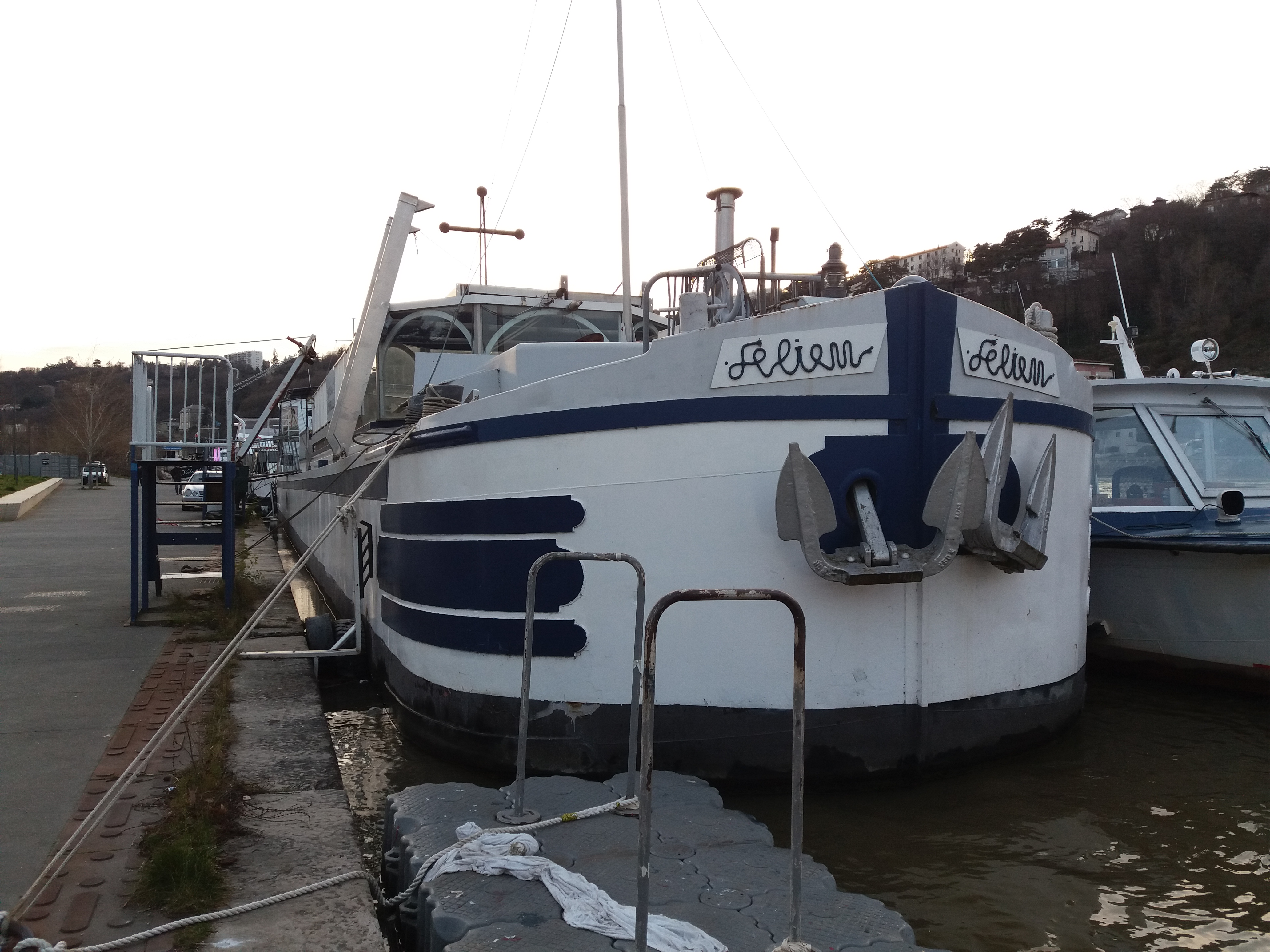
Proue du bateau.
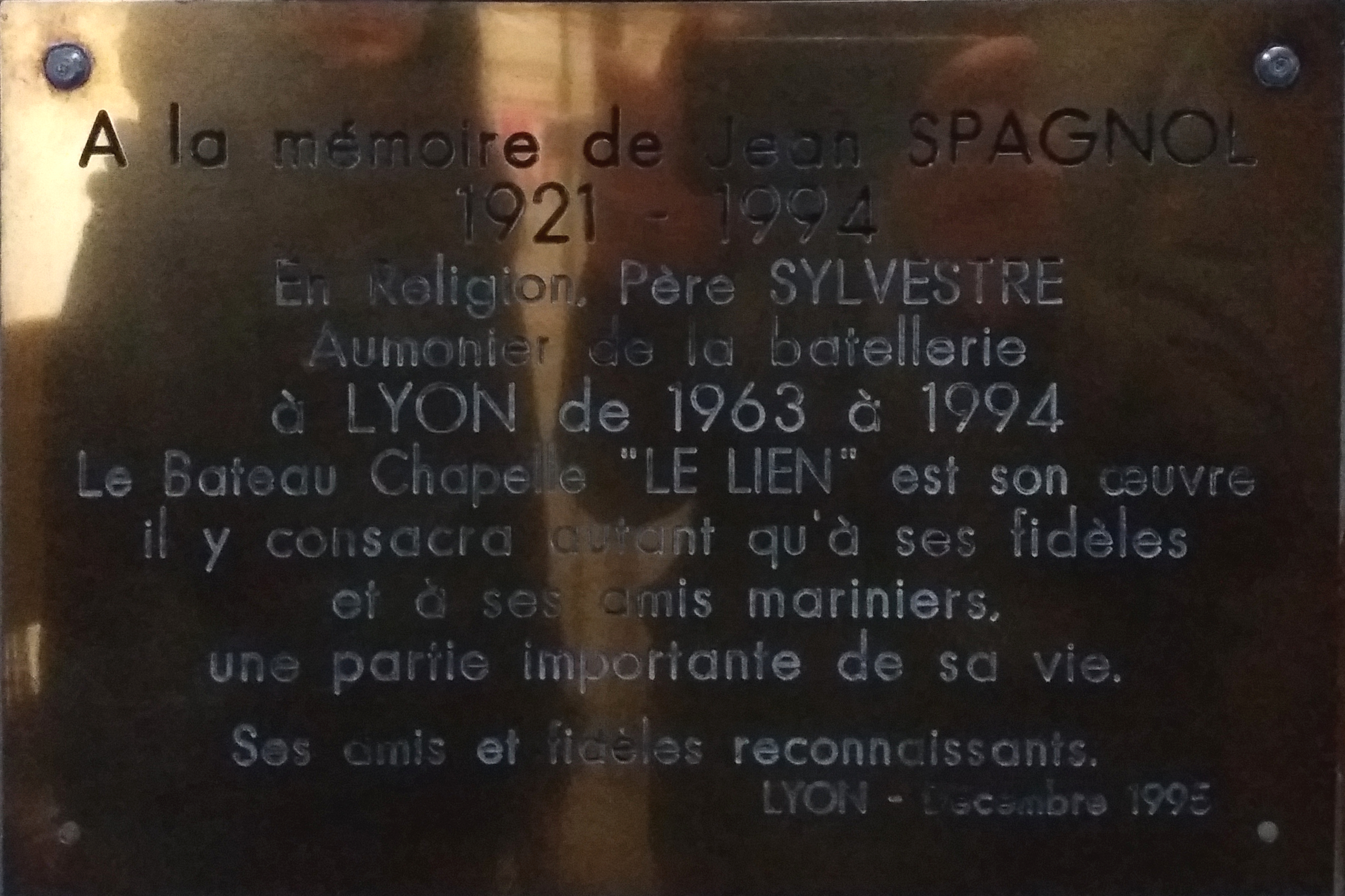
Plaque commémorative à Jean Spagnol (le Père Sylvestre).